# Сельское поселение Плановское
Се́льское поселе́ние Пла́новское — муниципальное образование в составе Терского района республики Кабардино-Балкария.
Административный центр — село Плановское.

## География
Сельское поселение Плановское расположено в южной части Терского района. В состав сельского поселения входят два населённых пункта.
Площадь территории сельского поселения составляет — 64,14 км2. Из них на территорию населённых пунктов приходится около 10 %.
Граничит с землями сельских поселений: Дейское на севере, Белоглинское и Верхний Акбаш на северо-востоке, а также с землями республики Северная Осетия на юге и на западе.
Сельское поселение расположено на наклонной Кабардинской равнине, в переходной от предгорной в равнинную, зоне республики. Средние высоты на территории муниципального образования составляют 300 метров над уровнем моря. Рельеф местности представляют собой в основном волнистую наклонную равнину, переходящие на юго-востоке в склоны Кабардино-Сунженского хребта.
Гидрографическая сеть представлена в основном рекой Терек. В южной части сельского поселения начинается Акбашский канал. В северной части берёт своё начало речка Дея.
Климат влажный умеренный с тёплым летом и прохладной зимой. Среднегодовая температура воздуха составляет около +10,5°С, и колеблется от средних +22,5°С в июле, до средних -2,5°С в январе. Минимальные температуры зимой крайне редко отпускаются ниже -10°С, летом максимальные температуры часто достигают +35°С. Среднегодовое количество осадков составляет около 670 мм. Основная часть осадков выпадает в период с апреля по июнь. Основные ветры — восточные и северо-западные.

## История
В 1920 году был образован сельский народный совет при селе Плановское.
В 1992 году Плановский сельсовет реорганизован и преобразован в Плановскую сельскую администрацию.
Муниципальное образование Плановское наделено статусом сельского поселения Законом Кабардино-Балкарской Республики от 27.02.2005 №13-РЗ «О статусе и границах муниципальных образований в Кабардино-Балкарской Республике».

## Население
| 2002  | 2010  | 2012  | 2013  | 2014  | 2015  | 2016  |
| ----- | ----- | ----- | ----- | ----- | ----- | ----- |
| 3417  | ↗3459 | ↘3454 | ↘3449 | ↘3425 | ↗3447 | ↗3449 |
| 2017  | 2018  | 2019  | 2020  | 2021  | 2023  | 2024  |
| ↘3446 | ↘3432 | ↗3436 | ↘3435 | ↗3644 | ↘3637 | ↗3666 |
| 2025  |       |       |       |       |       |       |
| ↗3697 |       |       |       |       |       |       |

Процент от населения района — 6.9 %
Плотность — 57.64 чел./км2.

### Национальный состав
По данным Всероссийской переписи населения 2010 года:
| Народ      | Численность, чел. | Доля от всего населения, % |
| ---------- | ----------------- | -------------------------- |
| кабардинцы | 3 425             | 99,0 %                     |
| другие     | 34                | 1,0 %                      |
| всего      | 3 459             | 100 %                      |

## Состав поселения
| № | Населённый пункт | Тип населённого пункта       | Население | Доля от населения (%) |
| - | ---------------- | ---------------------------- | --------- | --------------------- |
| 1 | Плановское       | село, административный центр | ↗3641     | 99,9 %                |
| 2 | Урух             | дорожный разъезд             | →3        | 0,1 %                 |

## Местное самоуправление
Администрация сельского поселения Плановское — село Плановское, пер. Гагарина, №2.
Структуру органов местного самоуправления сельского поселения составляют:
- Глава сельского поселения — Кумыков Роберт Дотиевич.
- Администрация сельского поселения Плановское — состоит из 7 человек.
- Совет местного самоуправления сельского поселения Плановское — состоит из 14 депутатов.

## Экономика
Основу экономики села составляет сельское хозяйство. Наибольшее развитие получили выращивание сельскохозяйственных технических культур.